# ホレスの日記
「ホレスの日記」 (The Diary Of Horace Wimp) は、エレクトリック・ライト・オーケストラが1979年に発表した楽曲。アルバム『ディスカバリー』に収録されている。

## 概要
イギリスでシングルカットされ、ヒットになった。ボコーダーが随所で大胆に使用されている他、歌詞の内容に合わせて鐘の音やドアをノックする音が挿入されている。
ビートルズの楽曲「ア・デイ・イン・ザ・ライフ」の中間部とアレンジや歌詞が似通っている。ジェフ自身もビートルズの影響を受けていると強く感じたという。曰く、「僕はビートルズのファンだから、全然恥ずかしいことじゃない。」

## 歌詞
ホレスという名の弱虫（Wimp） な若者の恋物語を日記形式で語る。
月曜日いつも通り寝坊をする。急いでバスに乗らないと遅刻してしまう。
火曜日ホレスは彼女が出来なかったことを嘆いている。「次に遅刻したらクビ」と言い渡されてしまう。
水曜日とても可愛い女の子に出会う。しかしホレスは奥手だった。
木曜日女の子にデートを申し込むと、ホレスは頭をぐるぐる回した。それは彼女にOKの返事をもらったからである。
金曜日彼女に結婚を申し込む。快諾してもらえたホレスは嬉し泣きをする。
日曜日教会で結婚式をあげる。「この人が僕の生涯の伴侶です」と宣言するホレス。
サビでは天から声が聞こえてきて、ホレスに激励をする。この声はベーシストのケリー・グロウカット（最初のサビの前半部のみベヴ・ベヴァン）が担当している。最後のサビでは、歌詞内の「Life」と「Wife」が反対になっており、「"これはお前の人生だ、自分の伴侶となる人を探せ"」から「"彼女がお前の伴侶だ、自分の人生を切り開いていけ"」に変わっている。
なお、歌詞には土曜日のみ登場しないが、ジェフによると「土曜日はイギリス男児にとってはサッカーを見に行く日だから」ということ。

## その他
- Zoomツアーに同行した女優ルージー・ヴェラ（当時のジェフのガールフレンド）のお気に入りである。ジェフ自身もこの曲は好きだと発言したが、コンサートでは演奏されなかった。ジェフ曰く、「ルージーは演奏してほしいと頼んでくるんだけれど…この曲は（ライヴでやるには）可笑しすぎるよ」。事実、この曲はヒット曲ではあるがライヴで演奏された記録はない。
- この曲の物語を映像化したファンメイドのビデオが、動画共有サイトに数多く投稿されている。